# ساجی کازوناری

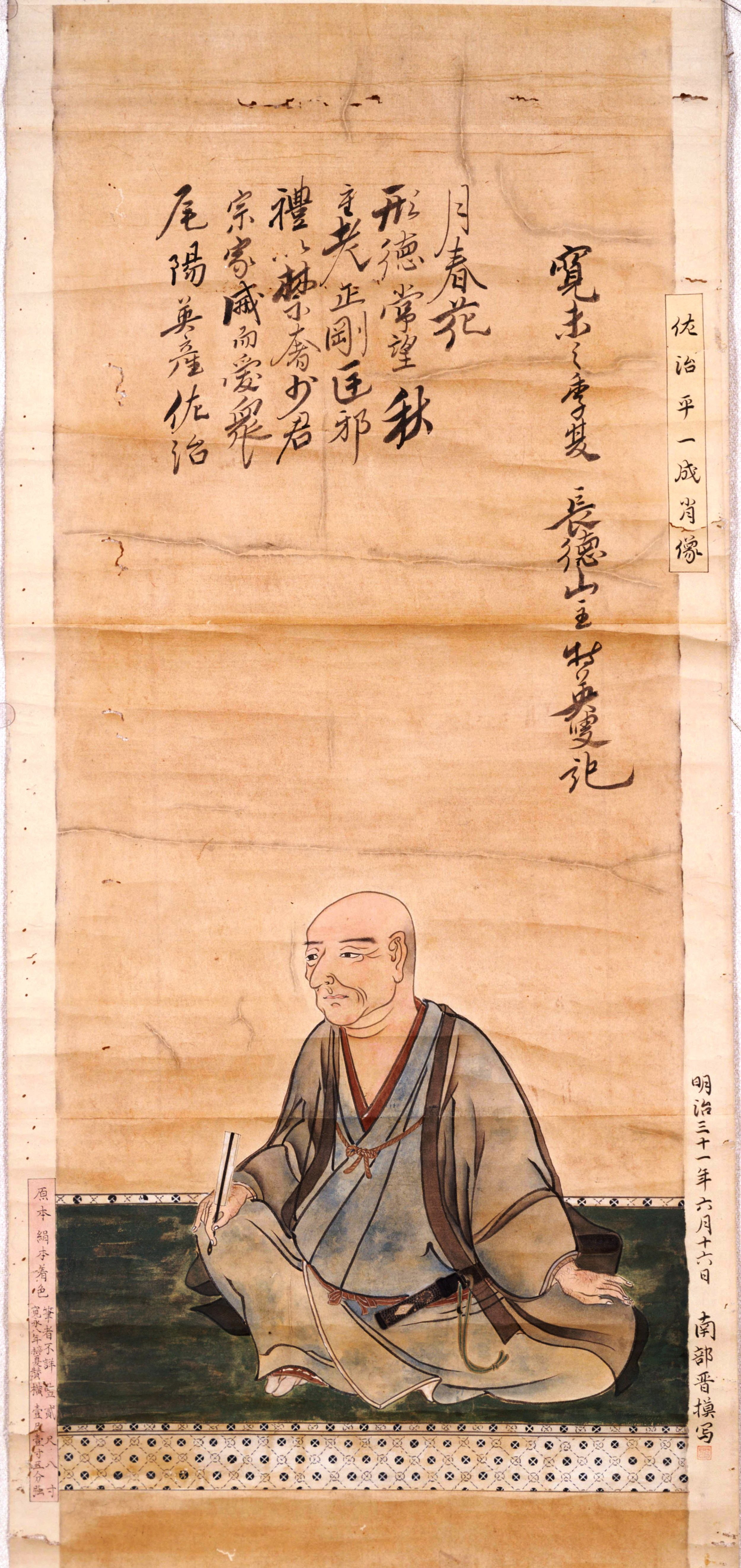

ساجی کازوناری (به ژاپنی: 佐治一成 Saji Kazunari) (۱۵۶۹–۱۶ نوامبر، ۱۶۳۴) یک سامورایی در دوره سنگوکو و اوایل دوره ادو و خواهرزادهٔ اودا نوبوناگا بود. مادر او اواینو نو کاتا نام داشت. او به خواست تویوتومی هیده‌یوشی با دختر خالهٔ خود یعنی خواهرزادهٔ نوبوناگا به نام اوایو ازدواج کرد.

## خانواده
- پدر: ساجی نوبوکاتا
- مادر: اواینو، خواهر اودا نوبوناگا
- همسران:
  - اوایو (ازدواج. ۱۵۸۳، طلاق. ۱۵۹۲)
  - اوشین دختر اودا نوبوناگا
- فرزندان:
  - کیتایم
  - نویهیمه
  - ساجی تمناری

## شغل
وی ملازم قلعه ای در استانی تحت کنترل تویوتومی هیده‌یوشی بود. هیدیوشی باعث شد کازوناری با اوایو، خواهر ی صیغه مورد علاقه ازدواج کند. وقتی حمایت کازوناری از توکوگاوا ایه‌یاسو مشخص شد، هیده‌یوشی زن را پس گرفت. او بعداً با پسر توکوگاوا ایه‌یاسو، توکوگاوا هیده‌تادا ازدواج کرد و مادر شوگون سوم شد.